# 段文會
段文會（越南语：／；1824年—1895年），原名段文評（越南语：／），越南阮朝官員。

## 生平
段文會是承天府廣田縣賀郎總賀郎社（今屬承天順化省廣田縣廣富社賀郎村）人，明命五年（1824年）出生。紹治六年（1846年），段文會參加鄉試，考中承天場解元。嗣德元年（1848年），段文會會試中格，參加庭試，考中副榜。嗣德年間，任協辦大學士，充國史館副總裁。成泰元年（1889年），升國史館總裁。成泰三年（1891年）三月，充輔導大臣，擔任成泰帝經筵講官。成泰四年（1892年）正月，領刑部尚書身份兼領吏部印篆。四月，改領吏部尚書。五月，加太子少保銜。成泰七年（1895年）正月，段文會去世，壽七十二歲。